# Uruapan (Michoacán)
Uruapan (vagy Uruapan del Progreso) egy város Mexikó Michoacán államának középső részén. 2010-ben lakossága meghaladta a 264 000 főt.

## Földrajz

### Fekvése
A város Michoacán állam középső részén, a Vulkáni-kereszthegység hegyi között helyezkedik el a tenger szintje felett mintegy 1600–1700 méteres magasságban, de szélső utcái ennél magasabbra is felkúsznak a hegyoldalakon. Közvetlen északi szomszédságában emelkedik a 2300 méteres magasságot is megközelítő Cerro de la Cruz nevű kialudt vulkán. A település legjelentősebb vízfolyása a Cupatitzio. Uruapan környékén erdők és mezőgazdasági területek vegyesen helyezkednek el.

### Éghajlat
A város éghajlata meleg, nyáron és ősz elején igen csapadékos. Minden hónapban mértek már legalább 29 °C-os hőséget, de a rekord nem érte el a 40 °C-ot. Az átlagos hőmérsékletek a januári 16,9 és a májusi 22,0 fok között váltakoznak, a fagy rendkívül ritka. Az évi átlagosan 1521 mm csapadék időbeli eloszlása nagyon egyenetlen: a júniustól szeptemberig tartó 4 hónapos időszak alatt hull az éves mennyiség több mint 80%-a.
| Hónap                                   | Jan. | Feb. | Már. | Ápr. | Máj. | Jún. | Júl. | Aug. | Szep. | Okt. | Nov. | Dec. | Év   |
| --------------------------------------- | ---- | ---- | ---- | ---- | ---- | ---- | ---- | ---- | ----- | ---- | ---- | ---- | ---- |
| Rekord max. hőmérséklet (°C)            | 29,5 | 31,5 | 39,0 | 35,0 | 34,0 | 36,0 | 32,0 | 31,5 | 32,0  | 32,0 | 31,0 | 36,0 | 39,0 |
| Átlagos max. hőmérséklet (°C)           | 24,7 | 26,1 | 28,3 | 30,0 | 30,1 | 27,6 | 26,3 | 26,1 | 26,0  | 26,4 | 26,0 | 24,9 | 26,9 |
| Átlaghőmérséklet (°C)                   | 16,9 | 17,8 | 19,5 | 21,2 | 22,0 | 21,4 | 20,5 | 20,3 | 20,2  | 19,9 | 18,8 | 17,6 | 19,7 |
| Átlagos min. hőmérséklet (°C)           | 9,1  | 9,4  | 10,7 | 12,5 | 14,0 | 15,3 | 14,7 | 14,6 | 14,5  | 13,3 | 11,6 | 10,3 | 12,5 |
| Rekord min. hőmérséklet (°C)            | 0,9  | 0,0  | 2,0  | 6,0  | 5,0  | 6,0  | 9,5  | 10,0 | 6,0   | 6,5  | 3,0  | 2,4  | 0,0  |
| Átl. csapadékmennyiség (mm)             | 45   | 11   | 6    | 9    | 32   | 271  | 326  | 338  | 299   | 138  | 32   | 14   | 1521 |
| Forrás: Servicio Meteorológico Nacional |      |      |      |      |      |      |      |      |       |      |      |      |      |

## Népesség
A település népessége a közelmúltban folyamatosan növekedett:
| Év   | Lakosság |
| ---- | -------- |
| 1990 | 187 623  |
| 1995 | 215 449  |
| 2000 | 225 816  |
| 2005 | 238 975  |
| 2010 | 264 439  |

## Története
A város neve a taraszkó nyelvű uruapani szóból ered, amelynek jelentése „egy növény egyidőben történő virágzása és gyümölcsözése”, ezért a város nevét úgy szokták fordítani, hogy „hely, ahol a fák állandóan gyümölcsöt teremnek”.
A területet a spanyolok megérkezése előtt a purepecsa (taraszkó) indiánok lakták, de számos fennmaradt régészeti lelőhelyük többségét máig nem tanulmányozták részletesen a tudósok. 1400 körül a Pátzcuaro, Tzitzuntzan és Ihuatzio urai által alkotott triumvirátus igázta le a települést, majd 1522-ben a spanyolok is megérkeztek. 1524. augusztus 25-én Don Francisco de Villegas kapta meg, később a ferencesek végeztek itt hittérítést, ami 1534-től kezdve egyúttal településfejlesztéssel, 1535-től pedig templomépítéssel is járt, ezért Juan de San Miguel atyát szokták a város alapítójának tekinteni. A korábbi fejlődést az is akadályozta, hogy az indiánok többször is felkeltek az őket kizsákmányoló gyarmatosítók ellen: az első ilyen felkelésre 1528-ban került sor, ekkor több spanyolt is meggyilkoltak. 1577-ben pestisjárvány tizedelte meg a lakosságot.
1754-ben az akkor San Francisco de Uruapannak nevezett központ hat városrésszel rendelkezett, ahol 600 indián, 500 családnyi fehér és 300 egyéb család élt. Ennek a központnak az egyházi körzetéhez három falu is tartozott: San Francisco Xicalán (60 indián, 3 családnyi mulatt és egy vegyes bőrszínű család lakóval), San Francisco Jucutacato (100 indiánnal és két vegyes családdal), valamint San Lorenzo (75 indián lakossal). Ezek mellett volt még egy Tiamba nevű mezőgazdasági tanya, ahol 20 mulatt élt, egy Carasa nevű hacienda, ahol 30 személy közül csak az úr volt spanyol, illetve egy San Marcos nevű hacienda 30 mulatt lakóval.
1766-ban az erőszakos sorozás ellen, majd a jezsuiták kitiltása ellen is tiltakozott és felkelést indított a városlakók egy része, amiért a következő évben megtorlásul közülük 39-et büntettek megy kegyetlenül, többüket felakasztva vagy lefejezve. 1795 végén egy carácuarói pap, a később a függetlenségi háború egyik vezérévé váló José María Morelos kapott megbízatást, hogy Uruapanban dolgozzon többek között tanítóként. 1806. március 25-én egy földrengés összedöntötte a helyi kórházat.
Az 1810-ben kitört függetlenségi háború legkiemelkedőbb uruapani személyisége José María Izazaga volt. A háború során, 1817-ben egy Torres nevű pap felgyújtotta a templomot és a települést. A függetlenség elnyerése után, 1822-ben a városnak már alkotmányos önkormányzata volt, 1825. március 15-én pedig partido-központtá vált. Uruapan község 1831. december 10-én jött létre, 1858. november 28-án pedig a több évtizeddel korábban lezajlott mexikói függetlenségi háborúban szerzett érdemeiért Ciudad del Progreso („a haladás városa”) címmel tüntették ki.
Mivel 1863-ban a francia megszállók megostromolták Michoacán állam akkori fővárosát, Moreliát, a főváros november 24-én ideiglenesen Uruapanba költözött, és egészen 1867. február 18-ig itt is maradt. 1865. október 21-én itt végeztek ki José María Arteagát és négy másik köztársaságpárti harcost, akiket az utókor uruapani vértanúkként ismer.
1874-ben alakult meg az első textilgyár a városban, 1880-ban pedig megjelent az első helyi újság, az El Precursor Uruapanse. 1899-ben nyílt meg az uruapant is érintő vasútvonal, egy évvel később pedig városi villamost is indítottak, amely a vasútállomást kötötte össze a Plaza de los Mártires térrel. 1910. április 25-én tűzvész pusztított a településen, amelynek során több gyár is megsemmisült, majd a forradalom harcai vetették vissza a fejlődést.

## Turizmus, látnivalók
A városban több régi templom érdemel figyelmet, valamint két múzeum: az egyiket a kultúra házában rendezték be, a másik pedig a La Huatápera nevű, amely a helyi indián kultúrákat mutatja be. A helyi kézművesek fő termékei a teknők, a szerszámosdobozok, a tálak, az álarcok, a rebozók, a papel picado technikával készült termékek és a guanengo nevű ruhák.
A környék két legfontosabb természeti látnivalója a Tzaráracua-vízesés és a Barranca del Cupatitzio Nemzeti Park.